# Сухой белый сезон
«Сухой белый сезон» (англ. A Dry White Season) — американский драматический фильм французского режиссёра Озан Пальси, вышедший на экраны в 1989 году. Экранизация одноимённого романа южноафриканского писателя Андре Бринка. В главных ролях снялись Дональд Сазерленд, Джанет Сузман, Юрген Прохнов и Марлон Брандо. Действие фильма происходит в 1970-х годах в ЮАР. За исполнение роли адвоката Иэна Маккензи Марлон Брандо был номинирован на «Оскар».
Название «Сухой белый сезон» — это строки из стихотворения южноафриканского поэта Монгане Сероте: «Сухой белый сезон, почерневшие листья, краткий жизни миг исчерпав, тихо ложатся на землю; бескровна их смерть… Сухой, сухой белый сезон. Но сезоны приходят, чтобы уйти». Для Бринка «сухой сезон» — это метафора постепенного умирания всего живого, подобно тому как в дикой природе растения умирают от засухи. Спасти от этой смерти может только дождь, приходящий со сменой времён года — метафора перемен, в которых нуждается южноафриканское общество.

## Сюжет
1976 год, Южная Африка времён апартеида. Африканер Бенджамин дю Тойт (Дональд Сазерленд) — учитель, преподающий историю в школе только для белых. Бен — типичный представитель среднего класса, не интересующийся политикой, считающий, что режим, установленный правительством ЮАР, в своей основе правильный. Однажды к нему обращается его садовник, Гордон Нгубене (Уинстон Нтшона) с просьбой о помощи: его сын Джонатан (Бекитемба Мпофу) был избит полицейскими в ходе разгона школьного митинга. Бен отказывается верить словам Гордона о жестокости полиции, поскольку считает, что та действует в рамках закона. Спустя некоторое время Джонатан принимает участие в мирной демонстрации, выступающей за улучшение образования чёрного населения ЮАР. Полицейские открывают огонь по школьникам, многие оказываются убиты. Джонатан задержан вместе с десятками остальных. Гордон узнает о том, что Джонатана забили насмерть в камере. Позже самого Гордона похищают полицейские, он подвергается истязаниям со стороны капитана Стольца (Юрген Прохнов) из Специального отдела (политическая полиция ЮАР). Бена тревожит такое положение дел и, несмотря на неудовольствие своей жены Сьюзен (Джанет Сузман) и дочери Сюзетт (Сюзанна Харкер), он самостоятельно пытается узнать о судьбе пропавшего садовника. Стольц и его начальник, полковник Фильюн (Герард Тулен), заверяют дю Тойта, что ему не о чем беспокоиться и если Гордон невиновен, то его обязательно освободят. Однако от своего водителя Стэнли Махайи (Закес Мокае) Бен узнает, что Гордон и его сын были убиты полицейскими без суда и следствия. С помощью адвоката Иэна Маккензи (Марлон Брандо) и журналистки из газеты «Ранд Дэйли Мэйл» Мелани Бруэр (Сьюзан Сарандон), Бен решает обратиться в суд, но проигрывает дело. Бен начинает понимать, что режим апартеида фактически даёт полицейским неписаное право на преступления в отношении чёрного населения, протестующего против расистских порядков. Он начинает действовать самостоятельно, оказывая помощь группе чернокожих во главе со Стэнли, выступающих за перемены в обществе.
Полиция уделяет этой группе пристальное внимание и начинает производить аресты. Бен собирает аффидевиты (письменные показания, данные под присягой), чтобы позже возбудить гражданский иск, и прячет их в своём доме. Он посвящает в этот секрет сына и дочь. Полиция обыскивает дом Бена, но ничего не находит. В ходе обыска Стольц замечает на книжной полке Бена художественный альбом Пикассо, и отпускает комплимент его изысканному вкусу. Позже полицейские устраивают взрыв в гараже Бена, где, как они полагают, находятся документы (Сюзетт рассказала о них полицейским), но его сын Йохан (Роуэн Элмс) спасает их.
Эмили Нгубене (Токо Нтшинга), вдова Гордона, застрелена после того, как она отказалась освободить дом, где они проживали. У Бена начинаются неприятности — начальство обвиняет его в том, что он связался с подрывными элементами, одноклассники сына обзывают Бена коммунистом и другом каффров. Жена и дочь Бена, считающие, что он предал собственную расу, решают с ним расстаться. Сюзетт предлагает отцу передать ей аффидевиты, чтобы она могла их спрятать в надёжном тайнике.
Они встречаются в ресторане, где Бен передаёт ей пакет с документами. Однако Сюзетт не знает, что Бен, заподозривший её в сотрудничестве с полицией, на самом деле отдал ей кое-что другое. Выйдя из ресторана Сюзетт видит, что в её машине сидит капитан Стольц. Получив пакет, Стольц благодарит её за помощь, подчёркивая, что страна нуждается в таких людях, как она. Когда Сюзетт уезжает, Стольц вскрывает пакет и обнаруживает в нём вместо аффидевитов тот самый альбом Пикассо, виденный ранее у Бена, и записку, подписанную дю Тойтом: «Никто не может быть свободным, до тех пор пока не свободны все». Настоящие документы к этому времени переправлены в редакцию «Ранд Дэйли Мэйл» с помощью Йохана.
Когда дю Тойт выходит из ресторана, Стольц, взбешённый тем, что Бен разгадал все его планы, сбивает его машиной, а потом несколько раз переезжает тело. На следующее утро Стольц выходит из дома, чтобы сесть в машину и ехать на службу. В этот момент в него стреляет водитель Бена, Махайя, в качестве мести за гибель хозяина. На последних кадрах демонстрируются передовицы «Ранд Дэйли Мэйл», в которых представлены собранные Беном документы, обвиняющие власти ЮАР в преступлениях.
На заключительных титрах говорится, что фильм посвящён памяти тысяч людей, отдавших свои жизни за то, чтобы ЮАР стала свободной.

## В ролях
- Дональд Сазерленд — Бен дю Тойт
- Джанет Сузман — Сьюзен дю Тойт
- Сюзанна Харкер — Сюзетт дю Тойт
- Роуэн Элмс — Йохан дю Тойт
- Юрген Прохнов — капитан Стольц
- Герард Тулен (англ. Gerard Thoolen) — полковник Фильюн
- Марлон Брандо — Иэн Маккензи
- Сьюзан Сарандон — Мелани Бруэр
- Леонард Магуайр (англ. Leonard Maguire) — профессор Бруэр
- Закес Мокае (англ. Zakes Mokae) — Стэнли Махайя
- Уинстон Нтшона (англ. Winston Ntshona) — Гордон Нгубене
- Токо Нтшинга (англ. Thoko Ntshinga) — Эмили Нгубене
- Бекитемба Мпофу — Джонатан Нгубене
- Майкл Гэмбон — судья
- Дэвид де Кейсер (англ. David de Keyser) — отец Сьюзен

## Производство

### Съёмки
К середине 1980-х гг. Озан Пальси была хорошо известна в Голливуде — в кинематографические круги США её ввёл Роберт Редфорд, поклонник европейского и независимого кино. Изначально она хотела экранизировать роман Элис Уокер «Цвет пурпурный», но узнав, что права уже приобрёл Стивен Спилберг, отказалась от проекта. (Спилберг выпустил эту экранизацию в 1985 г. под названием «Цветы лиловые полей»).
Тогда она решила обратиться к теме апартеида — во-первых, будучи чернокожей, она была противником расовой дискриминации, а во-вторых, в конце того десятилетия тема борьбы с апартеидом обрела в США большую популярность. Для экранизации она выбрала повесть А.Бринка 1979 г., запрещённую к публикации в ЮАР.
Изначально фильм должна была продюсировать студия Warner Brothers, но позже она отказалась и проект перешёл к MGM. Собирая материал для фильма, Пальси побывала в ЮАР. Чтобы избежать внимания со стороны южноафриканских спецслужб, она выдала себя за музыканта, интересующегося хоровым пением. С помощью личного врача Нельсона Манделы, доктора Нтато Мотланы, она тайком побывала в Соуэто, где взяла интервью у жертв полицейского произвола режима апартеида. Вернувшись в США, Пальси убедила продюсеров, что для создания аутентичной атмосферы в фильме необходимо, чтобы роли чернокожих южноафриканцев исполняли актёры из ЮАР, а не из США. По словам режиссёра, «студия дала ей полную свободу, предоставив всё, о чём она просила».
Озан Пальси стала первой чернокожей женщиной-режиссёром, фильм которой спродюсировала крупная голливудская киностудия. Она также стала единственным чернокожим кинематографистом, снявшим в США анти-апартеидный художественный фильм, в эпоху когда законы апартеида в ЮАР ещё действовали в полную силу, а Нельсон Мандела находился в заключении.
Пальси удалось уговорить Марлона Брандо прервать почти десятилетнее затворничество (Брандо объявил о своём уходе из кино в 1980 г.) и сыграть роль адвоката-правозащитника Иэна Маккензи. Таким образом, она стала единственным чернокожим режиссёром и единственной женщиной-режиссёром, которая работала с этим актёром. Брандо был настолько впечатлён энтузиазмом Пальси, что согласился сниматься бесплатно, однако, чтобы избежать претензий со стороны профсоюзов ему была выплачена минимальная зарплата в 4 тысячи долларов. Гонорары Д.Сазерленда и С.Сарандон также были урезаны, поскольку бюджет фильма был, по меркам 1980-х гг., небольшим — 9 млн долларов.
Павильонные съёмки проходили на английской студии Пайнвуд, известной тем, что на ней снимались фильмы о Джеймсе Бонде, «Чужих» и «Бэтмене». Натурные съёмки велись в Зимбабве, поскольку фильм, жёстко критикующий апартеид, по понятным причинам, в то время в ЮАР быть снят не мог. В частности, сцена убийства Бенджамина снята в зимбабвийской столице на улице George Silundika Avenue — на заднем плане видны здание редакции газеты The Herald, а также фонтаны на площади Африканского Единства (исторический центр Хараре), также на одном из флагштоков виден флаг Зимбабве.

### Музыка
Музыка к фильму была написана композитором Дэйвом Грусином. На CD саундтрек был выпущен в 2011 г. фирмой Kritzerland Records. Помимо оригинальной музыки, на диске представлены композиции в исполнении южноафриканской хоровой группы Ladysmith Black Mambazo и трубача Хью Масекелы.

## Прокат
Фильм вышел в прокат в конце сентября 1989 г. в США и Великобритании. В ЮАР он был запрещён к демонстрации «Советом по цензуре», объявившим картину «предвзятой», «нежелательной» и «угрожающей общественному порядку» (с 1963 г. когда в ЮАР был принят «Закон о литературе и зрелищах» к опубликованию запрещалось в среднем 70 фильмов и около 700 публикаций ежегодно).
Тем не менее, апелляционная палата «Совета по цензуре» в конечном итоге дала разрешение на ограниченный прокат в рамках кинофестиваля Weekly Mail Film Festival — два показа в Йоханнесбурге и два в Кейптауне. Полностью к демонстрации картина была допущена только после падения режима апартеида в 1994 г.

### Кассовые сборы
С финансовой точки зрения «Сухой белый сезон» обернулся провалом. При бюджете 9 млн долларов, в США он собрал только 3,8 млн. В Великобритании кассовые сборы составили 334 314 ф.ст.

## Критика
Фильм был высоко оценён критикой. Один из ведущих американских кинообозревателей Роджер Эберт назвал картину «болезненным испытанием человеческой совести, столкнувшейся с необходимостью меняться». Эберт также положительно отозвался о работах Сазерленда и Брандо, впервые появившегося на экране после 9 лет молчания.
Известный американский актёр, режиссёр и музыкальный продюсер Брюс Киммел в комментариях к саундтреку назвал игру актёров выдающейся, выразив сожаление, что «Сазерленд, который, возможно, сыграл лучшую роль в своей карьере, не был номинирован за неё на „Оскар“». Также была особо отмечена роль супруги дю Тойта, сыгранная единственной в фильме белой южноафриканской актрисой Джанет Сузман.
О фильме тепло отозвался южноафриканский президент Нельсон Мандела. В 1995 году он пригласил Озан Пальси ещё раз побывать в ЮАР и дал ей эксклюзивное интервью.
Марлону Брандо итоговый вариант картины не понравился. Сразу после выхода фильма на американские экраны он дал интервью известной журналистке Конни Чун, в котором заявил, что «студия изначально снимала фильм в жёстком ключе, но Пальси настолько плохо смонтировала отснятый материал, что драма вообще исчезла из сюжета». В этом же интервью он рассказал, что его реальный гонорар за картину составил 3 млн 300 тыс. долларов, но все эти деньги он передал в фонд борьбы с апартеидом.

## Награды и номинации
Роль Брандо была выдвинута на премию Американской киноакадемии в номинации «Лучшая мужская роль второго плана». Это было 8-е и последнее выдвижение актёра на «Оскар». Он также был выдвинут на премии Британской академии кино и телевизионных искусств, «Золотой глобус» и на премию Токийского кинофестиваля. Последняя номинация принесла ему награду. Озан Пальси на фестивале в Токио была номинирована в категории «Лучший фильм».
Полный перечень наград и номинаций уточнен по данным сайта IMDB.
| Премия                                | Категория                               | Номинант          | Итог      |
| ------------------------------------- | --------------------------------------- | ----------------- | --------- |
| «Оскар»                               | Лучшая мужская роль второго плана       | Марлон Брандо     | Номинация |
| «Золотой глобус»                      | Лучшая мужская роль второго плана       | Марлон Брандо     | Номинация |
| Премия BAFTA                          | Лучшая мужская роль второго плана       | Марлон Брандо     | Номинация |
| Премия NYFCC                          | Лучшая мужская роль второго плана       | Марлон Брандо     | Номинация |
| Премия CFCA                           | Лучшая мужская роль второго плана       | Марлон Брандо     | Номинация |
| Премия CFCA                           | Лучший фильм                            | Сухой белый сезон | Номинация |
| Международный кинофестиваль в Дурбане | Премия за международные достижения      | Озан Пальси       | Победа    |
| Токийский кинофестиваль               | Гран-при                                | Озан Пальси       | Номинация |
| Токийский кинофестиваль               | Лучший актёр                            | Марлон Брандо     | Победа    |
| Премия Political Film Society         | Лучший фильм в категории Права человека | Озан Пальси       | Номинация |
| «Золотой колос»                       | Лучший фильм                            | Озан Пальси       | Номинация |

## Выпуск на VHS, DVD и BD
В начале 1990-х годов фильм несколько раз выпускался на видеокассетах в США и Великобритании. В 2005 г. он был выпущен на DVD. В 2018 году компания Критерион, которая занимается реставрацией и повторным релизом фильмов, имеющих большое культурное значение, к 30-летнему юбилею картины выпустила BD-издание. В него были включены дополнительные материалы, включая интервью с О. Пальси, Д. Сазерлендом и Н. Манделой.